# Barajul Arpașu

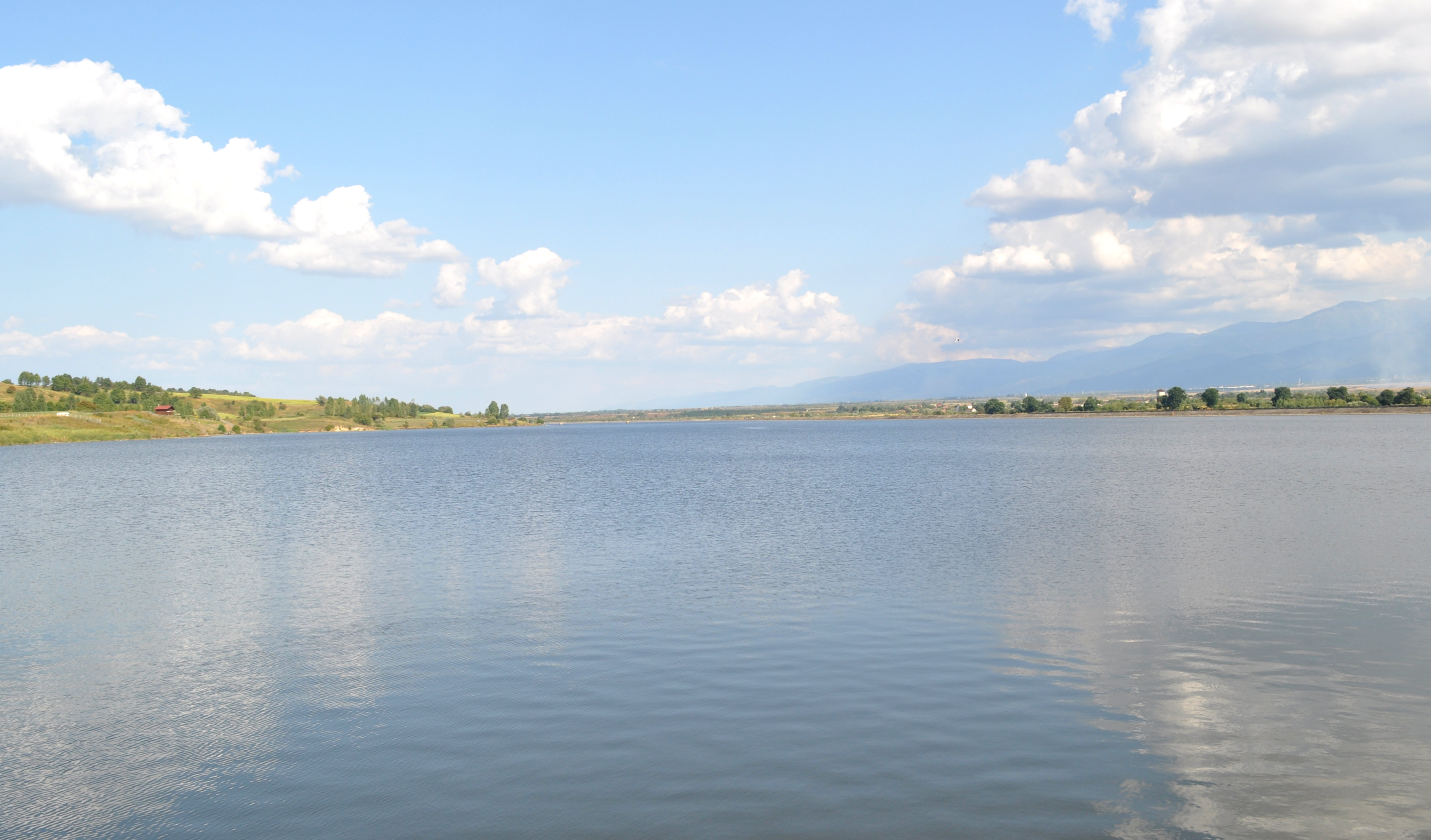
Lacul de acumulare Arpașu (volum = 7,35 milioane m^{3}; suprafață = 255 ha)

Barajul Arpașu face parte din salba de amenajări în scop hidroenergetic, dar și de regularizare a cursului râului Olt, care au fost realizate între Făgăraș și Avrig. Barajul și hidrocentrala Arpașu se află în apropierea localității Arpașu de Jos din județul Sibiu.

## Istoric și date hidrotehnice
Barajul și CHE Arpașu aparțin de Sucursala Hidrocentrale Sibiu care administrează 7 hidrocentrale, 10 centrale de mică putere și 6 microhidrocentrale ce valorifică potențialul râurilor Olt, Sadu, Boia, Cibin, Rășinari, Sebeș și Tărlung. Amenajarea hidroenergetică complexă a râului Olt, ale cărei obiective au fost puse în funcțiune în perioada 1988-2002, include sectorul Olt Defileu și afluenții râului Olt (râurile Boia și Sebeș) și cuprinde hidrocentralele Voila (14,2 MW), Viștea (14,2 MW), Arpașu  (14,2 MW), Scoreiu  (14,2 MW), Avrig  (14,2 MW), Cornetu (33 MW), centralele hidroelectrice de mică putere  Boia I (2 MW) și Sebeș/Brasov  (0,8 MW), precum și microhidrocentralele  Boia II (0,5 MW) și  Boia III (0,5 MW). Amenajarea râului Olt pe sectorul Făgăraș - Avrig a fost aprobată prin Decretul Consiliului de Stat nr. 454/05.12.1983.

## Galerie de imagini

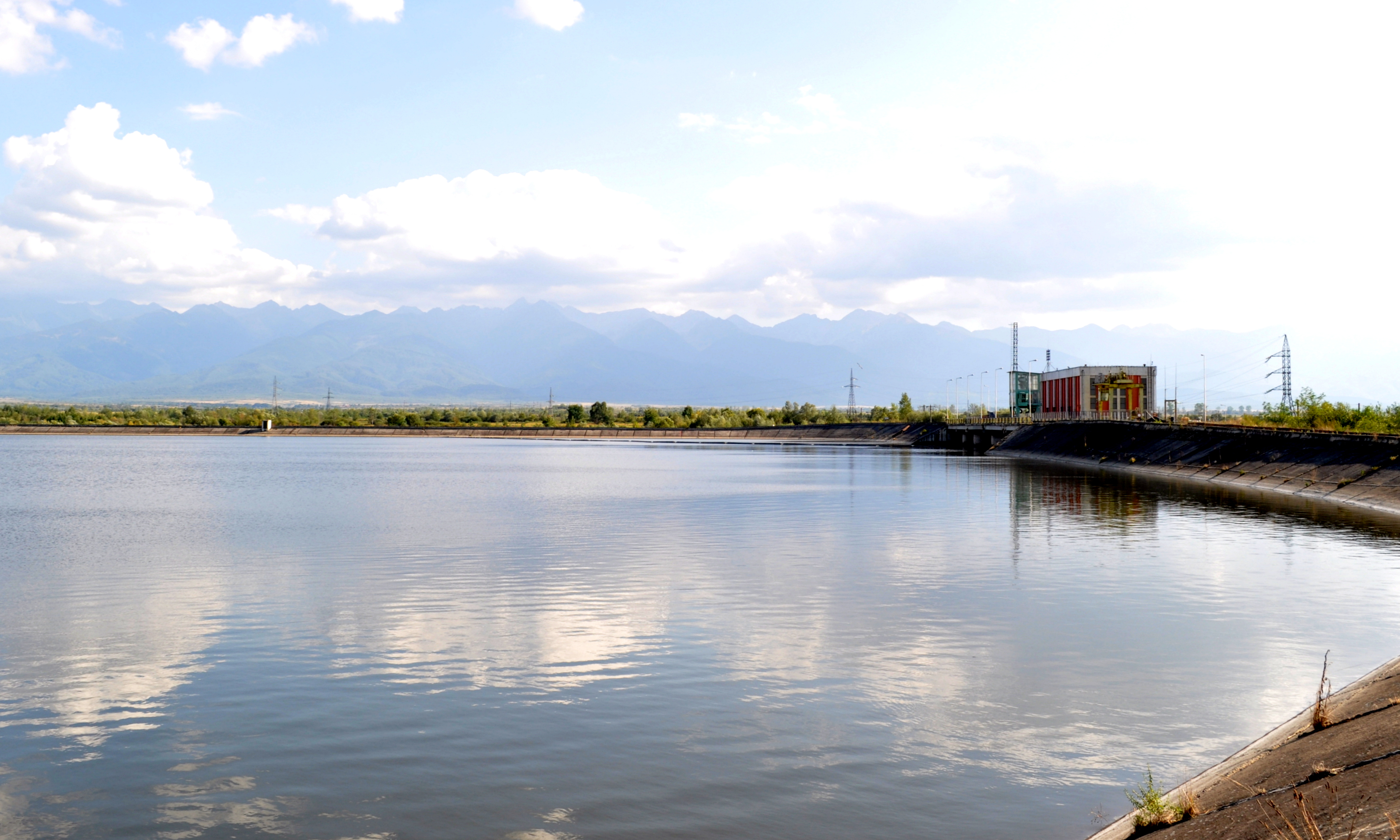